# Koray Dağ
Koray Dağ (* 17. Mai 2003 in Hamm) ist ein türkisch-deutscher Fußballspieler.

## Karriere

### Vereine
Nach seinen Anfängen in der Jugend des SVE Heessen, der Hammer SpVg, von Borussia Dortmund und des VfL Bochum wechselte er im Sommer 2017 in die Jugendabteilung des SC Paderborn 07. Für die A-Junioren (U19) bestritt er in den Spielzeiten Saison 2020/21 (3; anschließend Saisonabbruch aufgrund der COVID-19-Pandemie) und Saison 2021/22 (16 Spiele, 4 Tore) 19 Spiele in der A-Junioren-Bundesliga West, in denen er 4 Tore erzielte. Zudem spielte er in der Saison 2021/22 7-mal für die zweite Mannschaft in der fünftklassigen Oberliga Westfalen und erzielte 2 Tore.
Nach dem Ende seiner Juniorenzeit wechselte Dağ zur Saison 2022/23 in die 3. Liga zum SC Verl, bei dem er seinen ersten Profivertrag unterschrieb. Am 27. August 2022 debütierte er unter Michél Kniat, als er bei einem 3:0-Sieg gegen den FSV Zwickau kurz vor dem Spielende eingewechselt wurde. Im weiteren Saisonverlauf konnte sich Dağ nur noch für 2 Einsätze im Westfalenpokal empfehlen. Er sammelte daher Spielpraxis in der zweiten Mannschaft, für die er bis zur Winterpause 15-mal in der sechstklassigen Westfalenliga zum Einsatz kam und 12 Tore erzielte.
Ende Januar 2023 kehrte Dağ zum SC Paderborn 07 zurück und wurde in den Kader der zweiten Mannschaft integriert. Nach drei Oberligaspielen berief ihn Lukas Kwasniok erstmals in der 2. Bundesliga in den Spieltagskader. Zur Saison 2023/24 wechselte Dağ zum Oberligisten Türkspor Dortmund, weil ihm dort eine Ausbildungsstelle als medizinischer Fachangestellter angeboten wurde. Im Januar 2025 wechselte er in die dritte türkische Liga zu Altınordu Izmir.

### Nationalmannschaft
Dağ kam im Februar 2022 in drei Spielen der türkischen U19-Nationalmannschaft zum Einsatz, bei denen ihm ein Tor gelang.